# Liste der Bodendenkmale in Delitzsch
In der Liste der Bodendenkmale in Delitzsch sind die Bodendenkmale der Stadt Delitzsch und ihrer Ortsteile nach dem Stand der Auflistung von Klaus Kroitzsch und Harald Quietzsch aus dem Jahr 1984 aufgelistet. Eventuelle Änderungen und Ergänzungen, insbesondere aus der Zeit nach der Wende, sind nicht berücksichtigt, da für Sachsen aktuell keine neueren allgemein zugänglichen Bodendenkmallisten vorliegen. Die Baudenkmale sind in der Liste der Kulturdenkmale in Delitzsch aufgeführt.
| Denkmal-ID | Fundart            | Ortsteil     | Bezeichnung                  | Zeitstellung | Lage | Bemerkungen | Bild |
| ---------- | ------------------ | ------------ | ---------------------------- | ------------ | --- | --- | ---- |
| ?          | Befestigung > Burg | Benndorf     | Wallanlage „Schwedenschanze“ | Slawenzeit   | nördlich des Orts, östliches Hochufer der Lober, auf dem Gebiet der Gemarkungen Benndorf und Paupitzsch | Ringwall, im Norden und der Mitte der Ostseite Wall mit vorgelagertem Graben erhalten, an der restlichen Ostseite und im Süden Wall eingeebnet und Graben als leichte Senke erhalten, Nordwestseite am Steilufer unbefestigt, Schutz seit 24. Juli 1957 |      |
| ?          | Befestigung > Burg | Brodau       | Wasserburg „Der Wal“         | Mittelalter  | direkt östlich des Orts, Loberaue, nördlich der Straße nach Zschortau                                   | trapezförmiger befestigter Hof, Graben trockengelegt, Schutz seit 24. Juli 1957 |      |
| ?          | Befestigung > Burg | Delitzsch    | Wehranlage „Schlossberg“     | Slawenzeit   | nordwestlicher Altstadtrand                                                                             | durch Schloss und Schule überbaut, ursprüngliche Ausdehnung unklar, Schutz seit 24. Juli 1957 |      |
| ?          | Befestigung > Burg | Schenkenberg | Wasserburg                   | Mittelalter  | östlicher Ortsrand, Loberaue, Ostseite des Großguts                                                     | durch Herrenhaus überbaut, Bühl mit rampenartigem Zugang noch erkennbar, Graben eingeebnet, Schutz seit 4. Februar 1983 |      |